# Goodyear, Arizona
Goodyear är en stad (city) i Maricopa County, i delstaten Arizona, USA. Enligt United States Census Bureau har staden en folkmängd på 66 309 invånare (2011) och en landarea på 496 km².